# Ligne de Vire à Romagny
La ligne de Vire à Romagny est une ancienne ligne de chemin de fer française, se trouvant dans les départements du Calvados et de la Manche en Normandie et reliant Vire à Romagny.

## Histoire
La loi du 17 juillet 1879 (dite plan Freycinet) portant classement de 181 lignes de chemin de fer dans le réseau des chemins de fer d’intérêt général retient en no 47, une ligne de « Fougères à Vire et à un point à déterminer entre Bayeux et Caen ».
La section de Mortain à Vire est déclaré d'utilité publique par une loi le 15 juin 1881.
La ligne est concédée à titre définitif par l'État à la Compagnie des chemins de fer de l'Ouest par une convention signée entre le ministre des Travaux publics et la compagnie le 17 juillet 1883. Cette convention est approuvée par une loi le 20 novembre suivant.

Profil de Vire à Saint-Germain-de-Tallevende

En 1883–1885, la ligne Montsecret - Sourdeval par Les Maures (commune de Chaulieu) est ouverte par la MVCR, voir l'article Ligne de Montsecret - Vassy aux Maures. Le 18 décembre 1887, une nouvelle ligne est ouverte entre Vire et les Maures, ainsi qu'entre Sourdeval et Mortain-Le Neufbourg. La ligne de la MVCR permet de faire la jonction entre les deux, des Maures à Sourdeval. 
La ligne est ensuite prolongée entre Mortain-Le Neufbourg et Romagny le 16 juin 1889. À Romagny, la ligne se connectait à la ligne de Domfront à Pontaubault permettant ainsi des liaisons vers Avranches et vers Fougères via Saint-Hilaire-du-Harcouët par la ligne de Saint-Hilaire-du-Harcouët à Fougères.

### Chronologie
La ligne est ouverte aux dates suivantes :
- Section de Vire aux Maures : le 18 décembre 1887
- Section des Maures à Sourdeval : le 20 avril 1885
- Section de Sourdeval à Mortain-Le Neufbourg : le 18 décembre 1887
- Section de Mortain-Le Neufbourg à Romagny (et à Pontaubault) : le 16 juin 1889

La ligne est fermée au trafic voyageurs le 2 octobre 1938 (mais rouverte pendant la guerre du 6 octobre 1940 à 1941.
La ligne est fermée au trafic marchandises aux dates suivantes :
- Section de Sourdeval à Mortain-Le Neufbourg : 31 mai 1987
- Section de Mortain-Le Neufbourg à Romagny : ?

## Aujourd'hui
La ligne est entièrement aménagée en véloroute, reliant le centre de Vire à la ligne Domfront - Pontaubault au niveau de la gare de Romagny. Elle est une portion de l'EuroVelo 4 (La Vélomaritime en France) et de la véloroute Plages du Débarquement Mont-Saint-Michel.